# بخش واشینگتن (شهرستان دارک، اوهایو)
بخش واشینگتن (به انگلیسی: Washington Township) یک منطقهٔ مسکونی در ایالات متحده آمریکا است که در شهرستان دارک، اوهایو واقع شده‌است.
 بخش واشینگتن ۸۲٫۰ کیلومتر مربع مساحت و ۱٬۳۲۵ نفر جمعیت دارد و ۳۲۸ متر بالاتر از سطح دریا واقع شده‌است.